# John Amadio
John Amadio (15 de noviembre de 1883 - 4 de abril de 1964) fue un flautista australiano, nacido en Nueva Zelanda, que actuó con orquestas de todo el mundo e hizo carrera como solista internacional y acompañante de ópera. "Debió los inicios de su extraordinaria carrera al prevaleciente gusto del público por las arias de ópera de soprano con floridos obbligatos de flauta". 

## Vida personal
Nació en Christchurch, Nueva Zelanda, hijo de Samuel Biddle Taylor y Eliza Taylor, y recibió el nombre de nacimiento de John Bell Taylor. Cuando el niño tenía un año, su padre murió y Eliza llevó a la familia a Wellington donde, en 1890, a la edad de 39 años, se casó con un carpintero y flautista aficionado de 22 años, Henry Antonio Amadio. John asumió el apellido de su padrastro y comenzó a aprender a tocar la flauta, mostrando una promesa temprana. Actuó con la Sociedad Orquestal de Wellington a la edad de 11 años y nuevamente a los 12 como solista en un concierto para flauta, bajo la dirección de Alfred Hill.  
En 1900 la familia se mudó a Sídney, Australia, y luego a Melbourne, donde en 1901 obtuvo su primer puesto como flautista profesional. Se casó con la pianista Leonora Soames Roberts, en 1916; pero se separaron en 1918 y se divorciaron en 1925. Poco después se casó con la soprano de ópera australiana, Florence Austral.  
En 1940, Amadio y Austral se habían separado y durante los años de la guerra él actuó principalmente en orquestas de Londres y para las Fuerzas Armadas en apoyo al esfuerzo bélico. En 1947, regresó a Australia, realizó una gira con la Comisión Australiana de Radiodifusión, se unió a la Orquesta Sinfónica de Melbourne y luego a la Orquesta Sinfónica de Tasmania a partir de 1949 y permaneció en el país por el resto de su vida. Desde 1959 Amadio vivió en Melbourne semi-jubilado para cuidar de una hermana inválida, Evelyn Gunderson. Murió en Melbourne en 1964 a la edad de 80 años,  durante un ensayo (con Hector Crawford dirigiendo) de la obertura de Rusland y Lyudmila de Glinka en el Sidney Myer Music Bowl. 

## Carrera
El primer trabajo profesional de Amadio como flauta solista fue en la Compañía de Ópera Italiana de JC Williamson. Allí, en 1902 acompañó a la soprano de ópera francoestadounidense Clementine de Vere Sapio, quien le obsequió el anillo de rubí de su dedo y un ramo de flores después de su interpretación de la "Escena loca" de Lucia di Lammermoor.  Posteriormente fue flauta principal en la orquesta de ópera de Nellie Melba cuando ésta realizó una gira por Australia en 1911. De 1903 a 1912 tocó en la orquesta Marshall Hall y de 1909 a 1920 enseñó flauta en el Conservatorio de Música de Melbourne. Entre sus alumnos se encontraban los posteriores virtuosos australianos, Victor McMahon, Leslie Barklamb,  y el propio sobrino de John, Neville Amadio, que fue flauta principal de la Orquesta Sinfónica de Sídney durante 50 años.  
En 1919, comenzó su carrera internacional acompañando a Luisa Tetrazzini y actuando con la Orquesta Hallé, donde Henry Wood describió la interpretación de Amadio como "el mejor tono que jamás haya escuchado".  Desde entonces hasta 1947, Amadio residió en Londres, realizando giras con su segunda esposa, Florence Austral, y acompañando a conocidas sopranos de ópera de la época como Emma Calvé, Frieda Hempel, Lily Pons y Amelita Galli-Curci. En 1925, Amadio y Austral visitaron los Estados Unidos por primera vez, y desde entonces hasta 1936 pasaron seis meses de cada año de gira allí, actuando en muchas ciudades, incluidas Washington D. C., Chicago, Cleveland, Boston, San Francisco y Nueva York. Ciudad. Amadio compartió a menudo escenario con intérpretes como los tenores Tito Schipa y Richard Crooks, el bajo Ezio Pinza y el violinista Alfredo Campoli. "En Estados Unidos, Australia e Inglaterra los recibían comúnmente multitudes de miles de personas. Constantemente agotaban las entradas del coro y requerían asientos adicionales en el escenario".   

## Flautas
Tocó varias flautas del sistema Radcliff, incluidas algunas en diferentes tonalidades. Estos incluían una flauta baja, una flauta de amor de tono bajo en si bemol y una flauta alta en sol.  Fue uno de los primeros defensores de las flautas de metal y algunas de sus flautas están en posesión del Museo Powerhouse en Sídney.

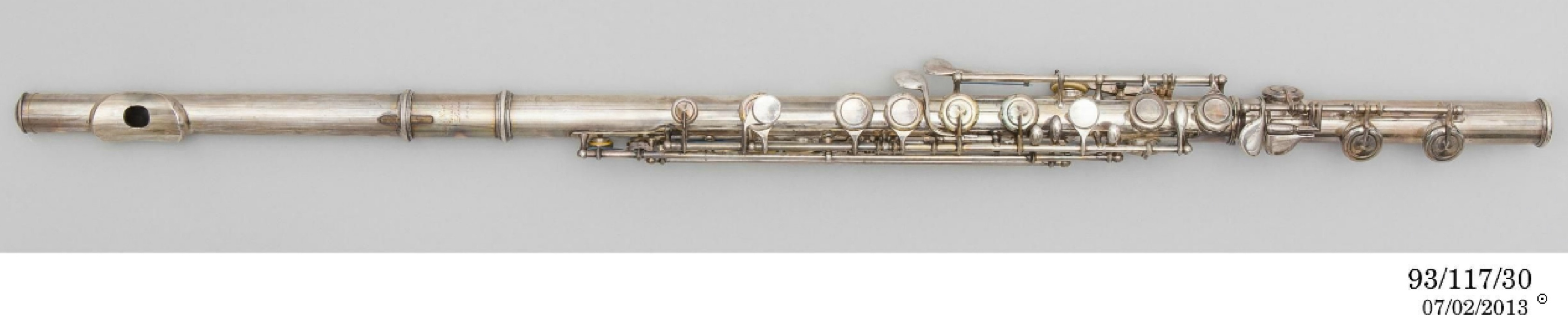
Flauta tocada por John Amadio y fabricada por Rudall Carte & Co, 1923.

## Estilo de música
John Amadio y su contemporáneo, John Lemmone, capitalizaron el gusto de su época por las floridas arias operísticas acompañadas de flautas obbligatos (en el sentido contradictorio de que eran decorativas y se tocaban ad lib). Un crítico de la época informó: "Schipa es un gran artista y atrajo a una multitud mayor que Heifetz, pero Amadio y su flauta eclipsaron por completo a Schipa durante la primera mitad del programa". Las interpretaciones en solitario eran a menudo del Concierto para flauta en re mayor de Mozart (que Mozart había adaptado de su propio concierto para oboe) y los movimientos externos a menudo se tocaban "a una velocidad vertiginosa", a veces para que encajaran en las primeras grabaciones del disco. Sin embargo, también interpretó obras de otros compositores, entre ellos Maurice Ravel, Frank Bridge y Cécile Chaminade. 